# Ambondro mahabo
Ambondro mahabo — викопний ссавець із середньоюрської формації Ісало III (приблизно 167 мільйонів років тому) Мадагаскару. Єдиний описаний вид роду Ambondro, відомий за фрагментом нижньої щелепи з трьома зубами, інтерпретованими як останній премоляр і перші два моляри. Премоляр складається з центрального бугра з одним або двома меншими буграми та cingulum (поличка) на внутрішній або язиковій стороні зуба. Корінні зуби також мають такий язиковий зубець. Вони складаються з двох груп куспидів: тригоніда з трьох куспидів спереду та талоніда з головним куспидом, меншим куспидом і гребенем ззаду. Це найдавніший відомий ссавець з імовірно трибосфенними зубами; на момент свого відкриття він передував другому найдавнішому зразку приблизно на 25 мільйонів років.
Після його опису в 1999 році Амбондро був інтерпретований як примітивний родич Tribosphenida (сумчастих, плацентарних та їхніх вимерлих трибосфенозубих родичів). Однак у 2001 році було опубліковано альтернативне припущення, яке об’єднало його з крейдяним австралійським Ausktribosphenos і однопрохідними (єхиднами, качкодзьобами та їхніми вимерлими родичами) у кладу Australosphenida, яка мала трибосфенові корінні зуби незалежно від сумчастих і плацентарних. Аргентинські асфальтомілоси та хеносфери юрського періоду та австралійські бішопи крейдяного періоду були пізніше додані до австралосфенід, і нова робота щодо зносу зубів австралосфенідів поставила під сумнів, чи мали ці тварини, включаючи Амбондро, трибосфенічні зуби. Інші палеонтологи поставили під сумнів цю концепцію австралосфенід.